# マーガレット・キャヴェンディッシュ

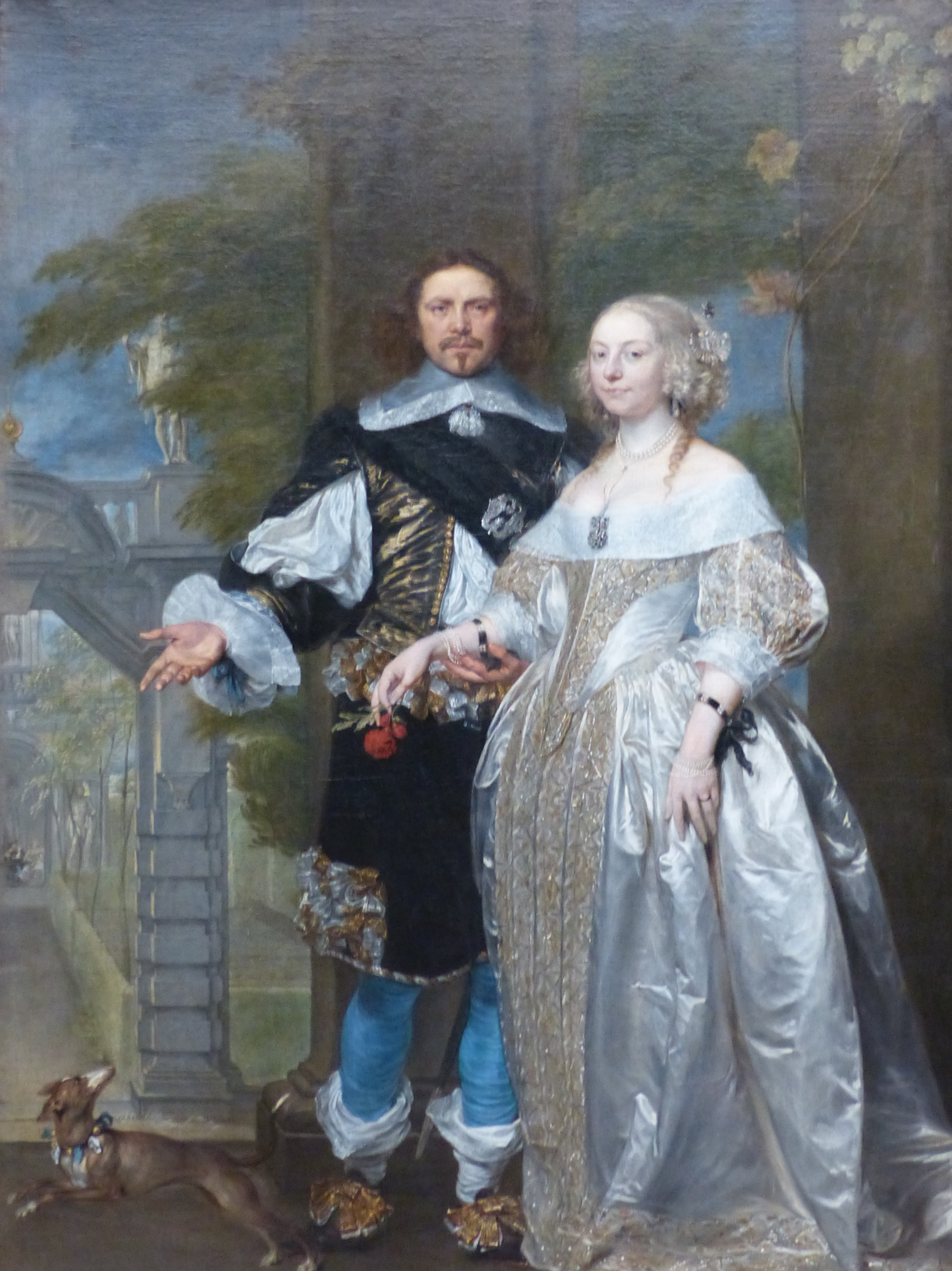
マーガレット・キャヴェンディッシュとその夫である初代ニューカッスル公ウィリアム・キャヴェンディッシュ

ニューカッスル＝アポン＝タイン公爵夫人マーガレット・ルーカス・キャヴェンディッシュ（英語: Margaret Lucas Cavendish, Duchess of Newcastle-upon-Tyne、1623年? - 1673年12月15日）は、17世紀の清教徒革命（イングランド内戦）から王政復古期のイングランドの貴族、哲学者、科学者、文人である。称号はしばしばニューカッスル公爵夫人（Duchess of Newcastle）と略されることもある。17世紀の特異で画期的な女性作家・哲学者として、称賛と批判の両方を浴びてきた人物である。
詩人、哲学者、散文ロマンス作家、エッセイスト、劇作家であり、ほとんどの女性作家が出版を匿名で行っていた時代に自分の名前を明らかにして作品を刊行した。著作の主題はジェンダー、権力、習慣、科学、哲学、文芸評論など、多岐にわたっている。ユートピア的ロマンスである『光り輝く世界』（The Blazing World）はサイエンスフィクションの最初期の例である。マーガレットは自然哲学と近世の科学について幅広く出版活動を行ったことで名高い。10作を越える自作を発表しており、改訂版なども含めると全21作を刊行している。哲学者としては17世紀のアリストテレス主義や機械論を拒絶し、生気論的なモデルのほうを好んだ。1667年、ロンドンの王立協会に出席した初めての女性となった。
コルチェスター近郊のセント・ジョンズ・アビーにある荘園で暮らしていたルーカス一族の娘で、著名な王党派であるサー・ジョン・ルーカスやサー・チャールズ・ルーカスの妹である。イングランド王妃ヘンリエッタ・マリアの侍女としてともにフランスに亡命した。1645年に当時はまだ侯爵であったウィリアム・キャヴェンディッシュの2人目の妻となり、その後夫が初代ニューカッスル公爵となるのにともなってニューカッスル公爵夫人と呼ばれるようになった。

## 生涯

### 子供時代

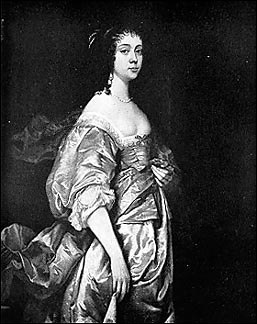
マーガレット・キャヴェンディッシュの姉メアリ・ルーカス

マーガレットはトマス・ルーカスとエリザベス・ルーカス夫妻の娘として、エセックスのコルチェスター近郊にあるセント・ジョンズ・アビーで1623年頃に生まれた。トマスは決闘のせいで亡命することになったが、ジェームズ1世の赦しを受けて1603年にイングランドに戻ってきてエリザベスと結婚した。
本人の記録によると、8人兄弟姉妹の一番下の妹であったので、他の兄弟姉妹と長く一緒に過ごした。公的教育は受けていないが、学究的な蔵書にアクセスできる環境で、家庭教師もつけられていたものの、ルーカス家の子供たちはあまり家庭教師に関心がなく、「恩恵を受けるよりは形ばかり」だったという。若い頃からマーガレットは思索を好んでいたが、女性がおおっぴらに知性を示すのがよしとされていなかったため、ごく近しい人々としか知的なことがらについては話さなかった。
一家は比較的富裕で、父トマスが1625年に亡くなった後も母エリザベスは夫の生前に比べて生活レベルを「あまり落とさず」暮らすことができ、子供たちは「まっとうな楽しみや無害な喜び」を経験して育つことができた。母はほとんど男性の助けを借りずに家政をとりしきっていた。

### ヘンリエッタ・マリア王妃の侍女
第一次イングランド内戦が勃発した時、ルーカス一家は国王チャールズ1世を支持しており、安全を求めてマーガレットは王党派の牙城であるオックスフォードに引っ越した。1643年、マーガレットは王妃ヘンリエッタ・マリアのメイド・オヴ・オナーとなった。翌1644年にマーガレットは亡命する王妃に付き従ってフランスに向かい、パリに亡命宮廷ができた。ヘンリエッタ・マリアはルイ13世の妹で、当時のフランス王である幼いルイ14世にとっては叔母であった。
1645年、2年前に妻のエリザベスを亡くして寡夫となった王党派の貴族であるニューカッスル侯爵（後のニューカッスル公爵）ウィリアム・キャヴェンディッシュがパリの王妃のもとにやってきた。マーガレットの兄であるサー・チャールズ・ルーカスはウィリアムの部下であった。ウィリアムはベン・ジョンソンなどの文人の後援者で本人も劇作家として活動するほど文芸に通じた人物であり、マーガレットに対して愛の詩を書いて求婚した。

### ウィリアム・キャヴェンディッシュとの結婚
ウィリアムとマーガレットは1645年の末にパリで結婚し、マーガレットはニューカッスル侯爵夫人となった。マーガレットは、責任感があって忠実な性格の夫を大変愛していたと述べており、王に政治的な忠誠を誓ったせいで自分もキャヴェンディッシュ一家も苦しい立場に追い込まれたが、夫のこうした性格のおかげで耐えることができたと言っている。マーガレットは不妊について医師に相談していたものの、夫妻には子供ができなかった。
ウィリアムと亡き妻エリザベスの間には成人に達するまで成長した子供が5人おり、そのうちの2人であるジェーンとエリザベスは父同様演劇に関心があり、戯曲『かくれた空想』（The Concealed Fancies）を書いている。
マーガレットは後に夫の伝記である『いとも尊く、気高く、強き貴公子ウィリアム・キャヴェンディッシュの生涯』（The Life of the Thrice Noble, High and Puissant Prince William Cavendish）を書いている。夫への献辞で、マーガレットは自作の著者が本当にマーガレット自身であるのかについて疑いがかけられ、特に夫が陰の作者なのではないかという噂が流れた時のことについて語っている。こうした非難の中で夫が自分を擁護してくれたということを回想している。
一方でマーガレットは、文筆活動を始めるにあたって作家である夫から大きな支援を受けており、その影響を率直に認めている。ウィリアムが幅広い文人たちと交流を持っていたことから、マーガレットもそうした知識人のネットワークに触れることができるようになった。1662年に刊行した戯曲集の序文において、マーガレットは夫に対して「あなたの機知のおかげで、私の心に戯曲を書きたいという欲望が生まれました」という感謝の意を述べている。マーガレットは自分の著作において、「印刷という公共圏において互いを頼りにする夫と妻というイメージを作り上げている」評されている。
内戦中のキャヴェンディッシュ家の家計は苦しかった。王政復古の後は若干好転はしたものの、ウィリアムはチャールズ2世からそれほど大きな報奨を受けることはできなかった。

### 作家及び学者としてのキャリア

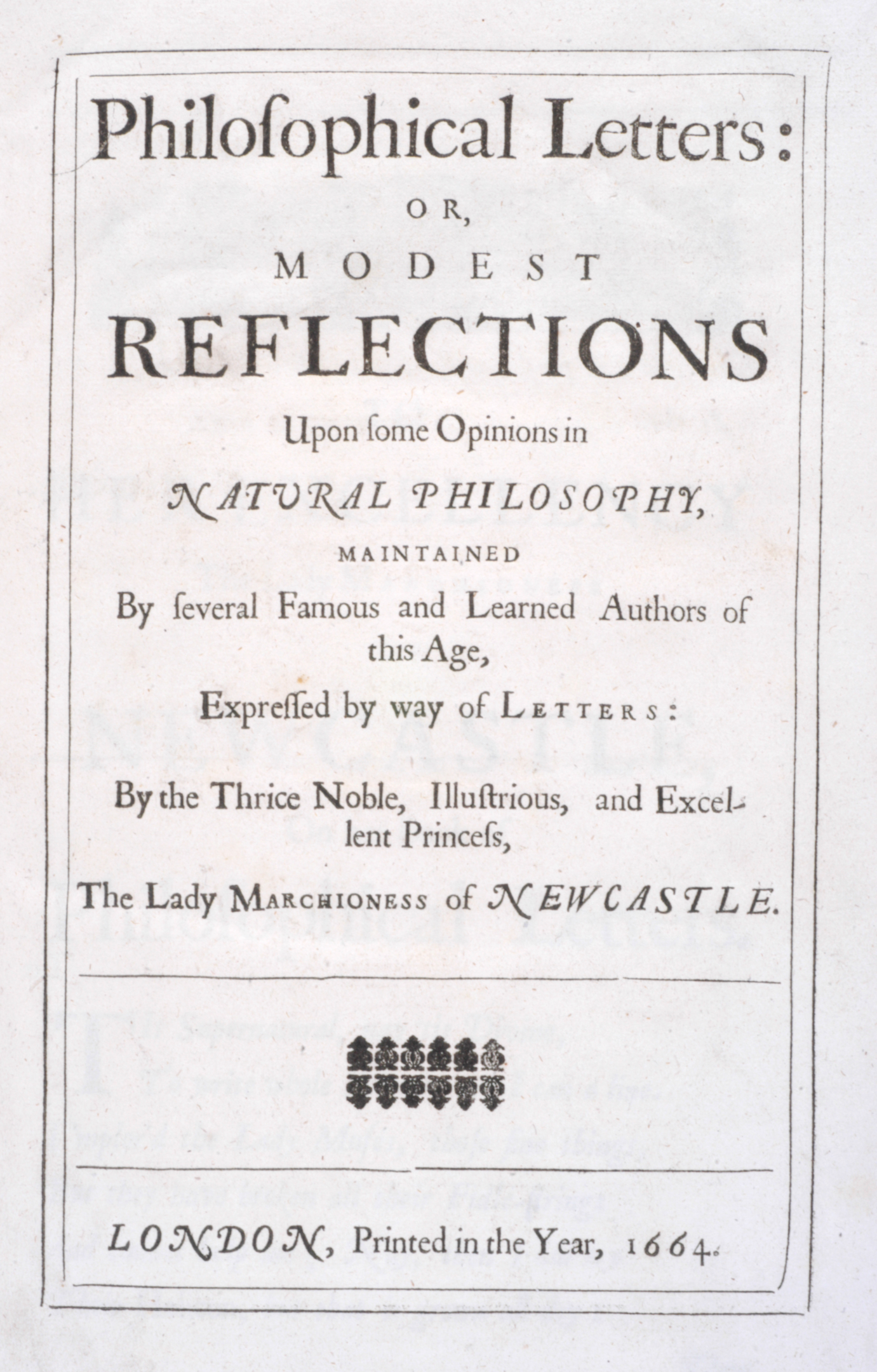
『哲学書簡』 (1664)
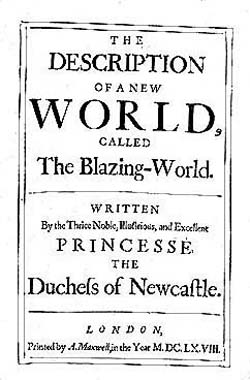
『光り輝く世界』 (1666)
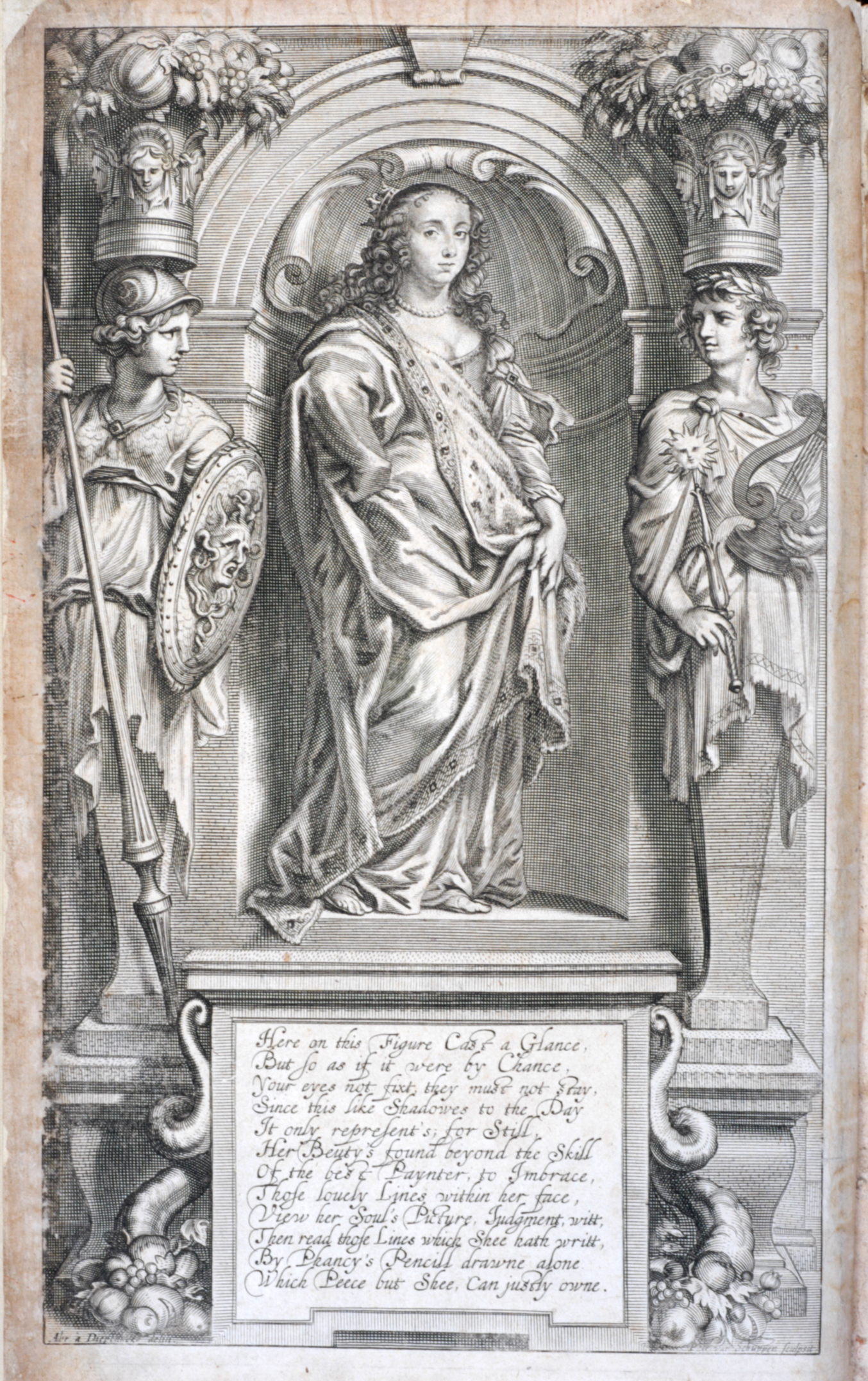
『自然哲学の基礎』 (1668)の口絵
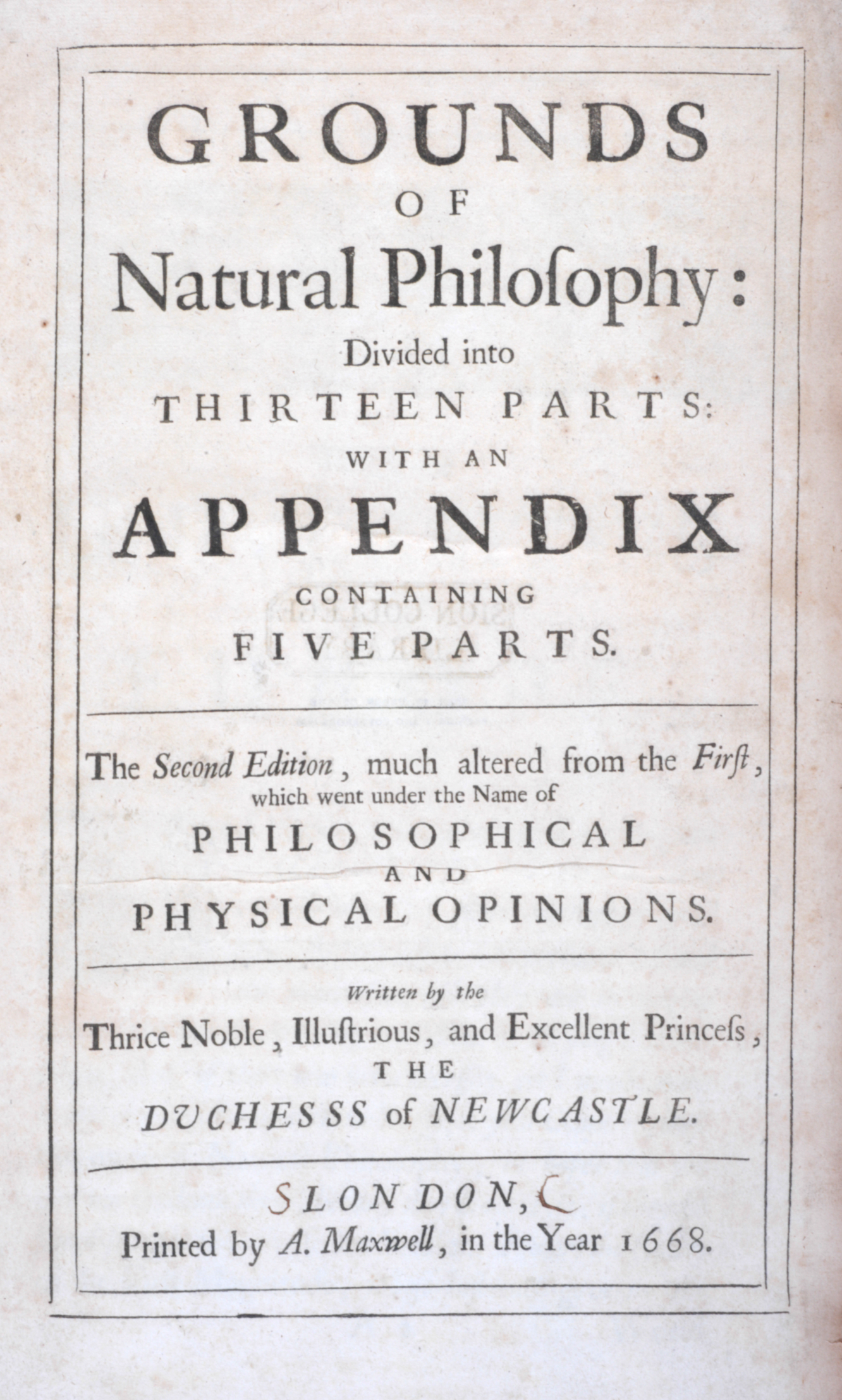
『自然哲学の基礎』 (1668) タイトルページ

マーガレットはウィリアムとの結婚後、おそらくは夫が提供してくれた知的な環境に刺激されて本格的な執筆を開始し、著作刊行を考えるようになった。1653年に初めての著作を刊行して以降、幅広い分野にわたる著作を発表している。マーガレットが著作を刊行するようになった理由は、自身が明言しているように名声を得るためであり、非常に野心的で名誉を求める気持ちを隠さない著述家であった。一方でこうした野心とあまり釣り合わない恥ずかしがり屋の一面も持っており、さらに女性であるがゆえに公的な場に出る機会が少なかったので、著作の宣伝のため、自分からさまざまな学者や図書館に本を献呈していた。

#### 詩と空想 (1653)
『詩と空想』 (Poems and Fancies) はマーガレット・キャヴェンディッシュが極めて多岐に亘る主題について書いた詩、書簡、散文のコレクションである。本書におさめられたキャヴェンディッシュの著作は、詩的フィクション、道徳的教訓、哲学的意見、ダイアローグ、講和、詩的ロマンスなどの形で書かれている。この著作には、夫のウィリアム・キャヴェンディッシュの弟で、当時の知識人の間で非常に敬愛されていた数学者であるサー・チャールズ・キャヴェンディッシュへの献辞がついている。 

#### 著者の生い立ちと人生についての真実の話 (1656)
マーガレット・キャヴェンディッシュは1656年、著作集である『空想の筆にて本物のように描かれし自然の絵』(Natures Pictures Drawn by Fancies Pencil to the Life)に、補遺として回想録である「著者の生い立ちと人生についての真実の話」 (A True Relation of my Birth, Breeding, and Life) を収録した。この作品は、宗教者ではない女性が英語で書いた自伝としてはイングランドで初めて刊行されたものである。マーガレットはこの自伝の中で、自分のことをメランコリーに陥りやすい性格だと記述している。王党派の騎兵指揮官としてイングランド内戦で目覚ましい業績をあげたのち、反逆者として議会派に処刑された兄チャールズ・ルーカスを含む、自らの家族に関する詳細な記録も含まれている。
マーガレットは33歳でこの自伝を書いたが、これについては文芸批評家の間で議論がある。自らのパブリックイメージが世間的には好ましからぬものと見なされているのに対抗するため、信頼性を確立してまともに自分を売り込めるようなイメージを作ろうとする試みだったのではないかという推測もある。マーガレットは、自分が元気なうちに口さがない人々の噂に対抗しておこうとして自伝を書いたのだと考えられている。

#### 戯曲集 (1662及び1668)
マーガレット・キャヴェンディッシュの戯曲集は2巻で刊行されている。1662年の『戯曲集』 (Plays)はA・ウォレンによりロンドンで刊行され、以下の作品が収録されている。
- Loves Adventures
- The Several Wits
- Youths Glory, and Deaths Banquet
- The Lady Contemplation
- Wits Cabal
- The Unnatural Tragedy
- The Public Wooing
- The Matrimonial Trouble
- Nature's Three Daughters, Beauty, Love and Wit
- The Religious
- The Comical Hash
- Bell in Campo
- A Comedy of the Apocryphal Ladies
- The Female Academy

1668年の『未刊行戯曲集』(Plays, Never Before Printed) はロンドンのアン・マクスウェルにより刊行され、以下の作品がおさめられている。
- The Sociable Companions, or the Female Wits
- The Presence
- Scenes (edited from The Presence)
- The Bridals
- The Convent of Pleasure
- A Piece of a Play

こうした作品群は刊行時に商業劇場で上演されたことがないクローゼット・ドラマであり、マーガレット・キャヴェンディッシュはより幅広い層の読者に届くことを期待して戯曲を刊行したと考えられている。生前には上演されなかったが、『楽しみの隠棲所』 (The Convent of Pleasure) などの数作は死後に上演されたことがある。 
こうした戯曲のうち、『女の学院』 (The Female Academy) や『楽しみの隠棲所』 (The Convent of Pleasure) は女性だけのコミュニティを扱っている点に特色がある。『楽しみの隠棲所』は、ヒロインのレディ・ハッピーが女性だけの隠棲所を作って楽しく暮らしていたところ、女装して「王女」となった王子が隠棲所に入り込み、相手が男であることを知らずにレディ・ハッピーが恋に落ちてしまうという物語であり、「アイデンティティやパフォーマンスの不安定さを強調している」点が特徴的な芝居である。

#### 社交書簡集 (1664)
1664年にウィリアム・ウィルソンによって刊行された『社交書簡集』 (CCXI Sociable Letters) は、実在の女性の間でやりとりされた手紙のように見えるよう編纂された書簡集の形をとる著作集であり、極めて多様な主題を扱っている。全てが架空の人物あてというわけではなく、いくつかは実在の人物にあてられたり、実在の人物のことを書いている可能性があり、書簡173番のキャラクターはトマス・ホッブズかもしれず、C. R.という人物はチャールズ2世かもしれないと指摘されている。書簡123番は、まとまった形で公刊された本格的なウィリアム・シェイクスピア批評としては現存する最古のものである。

#### 実験哲学に関する所見 (1666)
『実験哲学に関する所見』 (Observations upon Experimental Philosophy)は『顕微鏡図譜』 (1665) を刊行したロバート・フックや王立協会の主張に応える形で書かれた著作であり、王立協会が行っていた実験プログラム、とくに顕微鏡などの光学機器を熱狂的に採用しようとする風潮に対する批判が含まれている。マーガレット・キャヴェンディッシュが実験主義を批判した理由は、新しい実験器具などが時として当てにならず、それから得られる「不純な像からは、理性に優る成果は期待できない」と考えられるからである。

##### 名誉ある病としての書くこと
『実験哲学に関する所見』の序文で、マーガレット・キャヴェンディッシュは自分がたくさん著作を書いていることについて、読者はこれが病だと思うだろうと述べている。しかしながらキャヴェンディッシュによると、もしそうであるならばこれはアリストテレス、キケロ、ホメロス、アウグスティヌスなどたくさんの人が同じ病にかかっていたのであり、野心あるものにとってこうした人々と同じ病気にかかるのは名誉である。 

##### 学識対機知
読者への書簡で、マーガレット・キャヴェンディッシュは女の機知は男と同等たりうるものであり、ゆえに女は男と同じくらい簡単に学ぶことができると書いている。機知は生まれつきであるが、学識は人工的なものであり、マーガレットの生きた時代の男性には、女性よりも教育を受ける機会がふんだんにあった。

#### 光り輝く世界 (1666)
マーガレット・キャヴェンディッシュが1666年に『実験哲学に関する所見』と一緒に散文の物語『光り輝く世界』 (The Description of a New World, Called The Blazing-World) を刊行し、1668年に両方を一緒に再刊した。『光り輝く世界』は、ヒロインが架空の国である光り輝く世界の女帝となり、著者に近い人物である公爵夫人の魂とより良き世界のヴィジョンを語り合うことにより、「2人の女性主人公が(中略)世界を創造する」という物語である。英語で書かれたユートピアSFの先駆的作品のひとつとして評価されている。シルヴィア・バウアーバンクやセイラ・メンデルソンなどの論者が指摘しているように、このSF小説の祖先とも言うべき作品は科学、ジェンダー権力について批判と探求を行っている。 想像力と理性、哲学とフィクションなどの対立関係についても扱っている。 
本作のエピローグにおいて、マーガレット・キャヴェンディッシュは自身が哲学世界の女帝なのだと述べている。さらに読者にあてた書簡では、マーガレット1世になりたいと述べている。 

#### その他の著作
その他の著作としては『世界の拾遺』(The Worlds Olio, 1655初版、1671再刊)、『哲学的及び物理的意見』 (Philosophical and Physical Opinions, 1655初版、1663改訂) 『哲学書簡』 (Philosophical Letters, 1664)、『弁論集』(Orations, 1662年初版、1668年第2版) などがある。

### 死
マーガレット・キャヴェンディッシュは1673年12月15日、ニューカッスル公爵家の屋敷であるノッティンガムシャーのウェルベック・アビーで亡くなった。1674年1月7日にウェストミンスター寺院に埋葬された。マーガレットの死は突然であり、80歳近い高齢だったウィリアムはロンドンでの埋葬に自ら立ち会うことができなかったという。かわりにウィリアムは亡き妻のためロンドンでの盛大な葬儀の手はずを整え、墓碑銘を準備し、妻の遺稿を編纂して『比類なき貴婦人ニューカッスル公爵夫人マーガレットを祈念する書簡と詩』(Letters and Poems in Honour of the Incomparable Princess, Margaret, Duchess of Newcastle, 1676) として出版した。マーガレットの石棺のレリーフには、書物やペンなどの愛用品を持つ彼女の姿が彫られていたといわれる。

## 思想

### 自然哲学
哲学史家のアイリーン・オニールは、マーガレット・キャヴェンディッシュの自然哲学の概観と評価を『実験哲学に関する所見』2001年版のイントロダクションで詳述している。オニールはマーガレットの自然哲学をアリストテレス主義や機械論の否定であり、ストア派的な哲学を肯定するものだと述べている。オニールは、女性が17世紀に自然哲学について書くのはまれなことであったにもかかわらず、マーガレットはこの主題について6冊も本を刊行していることに着目している。オニールによると、マーガレット・キャヴェンディッシュは自然哲学について正式に教育を受けたことがなかったが、夫のウィリアム・キャヴェンディッシュとその弟チャールズはどちらもこの主題に興味があり、マーガレットが自らの関心を追究して研究を進めるよう支援した。さらにマーガレットはトマス・ホッブズのような哲学者との社交からも影響を受けた可能性がある。オニールによると、チャールズに哲学を教えたホッブズはマーガレットの自然哲学にも大きな影響を及ぼしており、マーガレットは自然において無形の魂は存在しないと考えるホッブスの唯物論的哲学を支持した17世紀の数少ない哲学者のひとりだった。1660年代以降、マーガレット・キャヴェンディッシュは同時代の著作を以前より真剣に研究するようになり、他の自然哲学者との比較対象を行うことで自身の議論をより巧妙に表現できるようになろうとつとめた。

### 宗教
マーガレット・キャヴェンディッシュの神に対する考えにははっきりしないところもある。『哲学的及び物理的意見』においては神の存在を信じており、無神論者ではないことが明確にされている。一方で「自然的理性は非物質的存在に関する概念を理解したり、考えたりすることができない」と考えていたようである。

### 女性
イングランドではフランスほど女性によるサロンが盛んでなかったこともあり、マーガレット・キャヴェンディッシュはアン・コンウェイなどの同時代の女性知識人とあまり交流する機会を得ることができなかった。マーガレットの女性に関する考え方は矛盾に満ちたものだった。一方では、教育を受けられないことをはじめとする女性に対する束縛に不満の意を示していた。他方では、女性は男性より劣っているという考えに苛まれ、その考えを受け入れて著作でも表明していた。マーガレット・キャヴェンディッシュの絶対主義的・エリート主義的な政治観は反フェミニズム的であるとして批判されている。一方でこうしたとらえ方には批判もあり、その著作にはもっとフェミニズム的な要素があると考える論者もいる。

### 動物愛護
マーガレット・キャヴェンディッシュは動物愛護を早くから訴えた思想家として動物愛護活動家から高く評価されている。動物実験に対しては否定的で、自然な状態で介入なしに動物を観察するほうを好んだ。ただし、マーガレットは17世紀の他の科学者に比べると動物愛護に熱心だったとはいえ、現代における動物の権利の考え方にそこまで接近した思想を持っていたわけではないということも指摘されている。

## 称号の変遷
- Mistress Margaret Lucas (1623–1645)
- The Most Hon. The Marchioness of Newcastle-upon-Tyne (1645–1665)
- Her Grace The Duchess of Newcastle-upon-Tyne (1665–1673)

## 評価
アイリーン・オニールによると、マーガレット・キャヴェンディッシュの自然哲学その他の著作はサミュエル・ピープスやヘンリー・モアのような同時代人から、ヴァージニア・ウルフのような後世の人々まで、さまざまな読者から批判を受けた。17世紀に女性作家として活躍し、男性と自然哲学について話すのを好み、着るもののセンスも芝居ががかっていたため、マーガレット・キャヴェンディッシュは結局「イカれたマッジ」 "Mad Madge" というあだ名で呼ばれるようになった。同時代人の多くが、その著作が奇矯だとして攻撃した。王立協会メンバーだったサミュエル・ピープスは1668年3月18日の日記でマーガレットを「イカれてうぬぼれてバカげた女性」だとこきおろしている。長年の苦労を乗り越えて結婚したウィリアム・テンプルとやりとりした恋文でのちに自身も女性文人として有名になるドロシー・オズボーンは、19世紀になってから刊行された書簡の中で、マーガレット・キャヴェンディッシュの著作を読んだ後「ベドラム精神病院にももっと正気の人がいる」と思うと述べている。 このようにマーガレット・キャヴェンディッシュは多くの批判を受けたが、称賛する者がいないわけではなかった。マイルドメイ・フェイン、ジョン・ドライデン、サー・ケネルム・ディグビー、ヘンリー・モアはマーガレットを認めていた形跡があり、ジョゼフ・グランヴィルやウォルター・チャールトンはマーガレットの主張を真面目に受け取って批判した。クリスティアーン・ホイヘンスもマーガレット・キャヴェンディッシュとオランダの涙について真面目に議論を行っていた。チャールズ・ラムも『社交書簡集』や『いとも尊く、気高く、強き貴公子ウィリアム・キャヴェンディッシュの生涯』を気に入っていた。
王立協会は女性を長く閉め出しており、科学的な探求についてはマーガレット・キャヴェンディッシュを見下す雰囲気が広くあった。マーガレットは王立協会に招かれた最初の女性だったが、初めて女性の会員を受け入れたのは1945年のことである。メンバーだったジョン・イーヴリンはマーガレットの学識や文才を嘲り、ロバート・ボイルもマーガレットの前で行われた実験の多くはくだらない内容で、彼女には実験をきちんと評価する力がないと考えた。それでもなおマーガレット・キャヴェンディッシュの学識を尊敬する者はおり、同時代のフェミニストだったバスア・マキンは「今のニューカッスル公爵夫人は適切な教育のおかげというよりはご自分のテンサイで多くの大人の男をしのぐようになられた」と述べ、女性が学識を得て活躍する最善の例だと考えた。さらに、手稿研究の進展により、王立協会幹事もつとめたネヘミア・グルーはマーガレット・キャヴェンディッシュの著作を真剣に受け取って参考にしていたことが判明し、王立協会の全員がマーガレットの研究成果を軽視していたわけではないことがわかっている。
死後相当な期間が経過するまで、マーガレット・キャヴェンディッシュはそのエキセントリックさゆえ、文学史家からあまり注目されてこなかった。ヴァージニア・ウルフが1925年に『一般読者』 (The Common Reader) でとりあげるまで、あまりマーガレット・キャヴェンディッシュが真面目にとりあげられる機会はなく、ウルフも決して高く評価したわけではなかった。1957年、ダグラス・グラントが初めてマーガレット・キャヴェンディッシュのみを対象にした単著の伝記Margaret the First: A Biography of Margaret Cavendish Duchess of Newcastle 1623–1673をトロント大学出版局から上梓した。1980年代以降になるとフェミニズム批評の観点からの再評価がなされるようになり、複数の研究書が刊行され、歴史的観点からマーガレットのエキセントリックな振る舞いを再評価する試みがしばしば行われるようになった。『光り輝く世界』の知名度が上昇し、最初の女性SF作家としても知られるようになった。『光り輝く世界』に登場する、本人の代理である公爵夫人のキャラクターは現代におけるメアリー・スーキャラクターの最初期の例であると考えられている。戯曲についても、ジェンダーアイデンティティやジェンダー規範に挑戦するものとしてパフォーマンススタディーズの文脈で研究されるようになった。
1997年には国際マーガレット・キャヴェンディッシュ協会が設立された。マーガレット・キャヴェンディッシュの著作の電子化などをすすめる学術プロジェクトであるディジタル・キャヴェンディッシュ・プロジェクトも活動している。

### 後世の文芸への影響
2014年、シリ・ハストヴェットは『光り輝く世界』(The Blazing World)の影響を受け、同じタイトルを冠する小説The Blazing Worldを刊行した。ダニエル・ダットンは2016年にマーガレット・キャヴェンディッシュの生涯を描いた小説Margaret the Firstを刊行している。

## 著作一覧
- 1653 Poems and Fancies
- 1653 Philosophicall Fancies
- 1655 The World's Olio
- 1655 Philosophical and Physical Opinions
- 1656 Natures Pictures Drawn by Fancies Pencil to the Life
- 1662 Orations of Divers Sorts, Accommodated to Divers Places
- 1662 Playes
- 1663 Philosophical and Physical Opinions (改訂版)
- 1664 Philosophical Letters
- 1664 Sociable Letters
- 1664 Poems and Fancies (第2版)
- 1666 Observations upon Experimental Philosophy to Which Is Added The Description of a New World
- 1667 The Life of the Thrice Noble, High and Puissant Prince William Cavendish
- 1668 Observations upon Experimental Philosophy to Which Is Added The Description of a New World (再版)
- 1668 Orations of Divers Sorts, Accommodated to Divers Places (第2版)
- 1668 Plays, Never Before Printed
- 1668 Grounds of Natural Philosophy (Philosophical and Physical Opinionsの改訂版)
- 1668 Poems, or, Several Fancies in Verse with the Animal Parliament in Prose (Poems and Fanciesの改訂版)
- 1668 De vita et rebus gestis principis Guilielmi Duicis Novo-castrensis (The Life of the Thrice Noble, High and Puissant Prince William Cavendishのラテン語訳)
- 1671 Natures Pictures Drawn by Fancies Pencil to the Life (改訂版)
- 1672 The World's Olio (再版)
- 1675 The Life of the Thrice Noble, High and Puissant Prince William Cavendish (再版)
- 1676 Letters and Poems in Honour of the Incomparable Princess, Margaret, Duchess of Newcastle (死後出版)

※著作一覧の情報はFitzmauriceによるOxford Dictionary of National Biographyエントリ、CunningによるStanford Encyclopedia of Philosophy Archiveエントリ、Early English Books Online、及びSemlerに拠る。

### 日本語訳
『光り輝く世界』は『新世界誌光り輝く世界』というタイトルで、川田潤による翻訳が『ユートピア旅行記叢書2』（岩波書店、1998年）に収録されている。また、「著者の生い立ちと人生についての真実の話」は齊藤美和による翻訳が『欧米言語文化研究』の2号と4号に前後編に分けて掲載されている。

### マーガレット・キャヴェンディッシュによる著作
- Bell in Campo and The Sociable Companions. Ed. Alexandra G. Bennett. Peterborough, ON: Broadview Press, 2002
- Observations upon Experimental Philosophy'. Ed. Eileen O'Neill. New York: Cambridge UP, 2001
- Paper Bodies: A Margaret Cavendish Reader. Eds. Sylvia Bowerbank and Sara Mendelson. Peterborough, ON: Broadview Press, 2000. ISBN 978-1-55111-173-5
- Sociable Letters. Edited by James Fitzmaurice. Peterborough, ON: Broadview Press, 2004
- The Description Of A New World Called The Blazing World And Other Writings. Edited by Kate Lilley. London: William Pickering, 1992.
- The Description Of A New World Called The Blazing World And Other Writings. Edited by Sara Mendelson. Broadview Press, 2016.
- The Convent of Pleasure and Other Plays. Ed. Anne Shaver. Baltimore: The Johns Hopkins Press, 1999

#### 著作の日本語訳
- 『ユートピア旅行記叢書2』岩波書店、1998年（川田潤訳『新世界誌光り輝く世界を収録）。
- マーガレット・キャヴェンディッシュ「著者の生い立ちと人生についての真実の話」齊藤美和訳、『欧米言語文化研究』2 (2014): 113-124及び4 (2016): 93-104に収録。

### 二次文献 (図書)
- Battigelli, Anna.  Margaret Cavendish and the Exiles of the Mind.  Lexington: University Press of Kentucky, 1998.
- Bowerbank, Sylvia. Speaking for Nature: Women and Ecologies of Early Modern England. Baltimore: Johns Hopkins University Press, 2014.. ISBN 0801878721. OCLC 52766016.
- Boyle, Deborah. The Well-Ordered Universe: The Philosophy of Margaret Cavendish. New York: Oxford University Press, 2018.
- Clucas, Stephen, ed. A Princely Brave Woman: Essays on Margaret Cavendish, Duchess of Newcastle. Aldershot: Ashgate, 2003.
- Cottegnies, Line, and Nancy Weitz, eds.  Authorial Conquests: Essays on Genre in the Writings of Margaret Cavendish. Cranbury, NJ: Fairleigh Dickinson University Press, 2003
- Cunning, David.  Cavendish.  Routledge, 2015.
- Grant, Douglas. Margaret the First: A Biography of Margaret Cavendish Duchess of Newcastle 1623–1673. Toronto: University of Toronto Press, 1957.
- Jones, Kathleen Jones. Margaret Cavendish: A Glorious Fame. The life of the Duchess of Newcastle. London: Bloomsbury: ISBN 0-7475-0071-1, 1988.
- Romack, Katherine, and James Fitzmaurice, ed. Cavendish and Shakespeare, Interconnections. Aldershot: Ashgate, 2006.
- Rees, Emma L. E. Margaret Cavendish: Gender, Genre, Exile. Manchester: Manchester UP, 2004
- Sarasohn, Lisa. The Natural Philosophy of Margaret Cavendish: Reason and Fancy during the Scientific Revolution. Baltimore, MA: The Johns Hopkins University Press, 2010.
- Shevelow, Kathryn. For the Love of Animals: The Rise of the Animal Protection Movement. New York: Henry Holt and Company. 2013. ISBN 9781429964081. OCLC 872609030.
- Walters, Lisa. Margaret Cavendish: Gender, Science and Politics. TOC Cambridge: Cambridge University Press, 2014.
- Whitaker, Kate. Mad Madge: Margaret Cavendish, Duchess of Newcastle, Royalist, Writer and Romantic. London: Chatto and Windus, 2003.

- シービンガー、ロンダ『科学史から消された女性たち―アカデミー下の知と創造性』 小川眞理子他訳、工作舎、1992年、ISBN 4875022077。

- 北村紗衣『シェイクスピア劇を楽しんだ女性たちー近世の観劇と読書』、白水社、2018。

### 二次文献 (論文)
- Akkerman, N. N. W., & Corporaal, M. (2004). Mad Science Beyond Flattery: The Correspondence of Margaret Cavendish and Constantijn Huygens. Early Modern Literary Studies
- Begley, Justin. "'The Minde is Matter Moved': Nehemiah Grew on Margaret Cavendish." Intellectual History Review 27, no.4 (May 2017): 493-514.
- Boyle, Deborah.  "Fame, Virtue, and Government: Margaret Cavendish on Ethics and Politics." Journal of the History of Ideas 67, no. 2 (April 2006): 251–289.
- Boyle, Deborah. “Margaret Cavendish on Gender, Nature, and Freedom.”  Hypatia 28, no. 3 (Summer 2013): 516–32.
- Boyle, Deborah.  “Margaret Cavendish on Perception, Self-Knowledge, and Probable Opinion.”  Philosophy Compass 10, no. 7 (July 2015): 438–450.
- Boyle, Deborah.  "Margaret Cavendish's Nonfeminist Natural Philosophy." Configurations 12 (2004): 195–227.
- Detlefsen, Karen.  “Atomism, Monism, and Causation in the Natural Philosophy of Margaret Cavendish.”  In Oxford Studies in Early Modern Philosophy, Vol. III, pp. 199–240.  Edited by Daniel Garber and Steven Nadler.  Oxford: Clarendon Press, 2006.
- Detlefsen, Karen.  “Margaret Cavendish and Thomas Hobbes on Reason, Freedom, and Women.”  In Feminist Interpretations of Thomas Hobbes, pp. 149–168.  Edited by Nancy J. Hirschmann and Joanne H. Wright.  University Park: Pennsylvania State University Press, 2012.
- Detlefsen, Karen.    “Margaret Cavendish on the Relation between God and World.”  Philosophy Compass 4, no. 3 (2009): 421–438.
- Detlefsen, Karen.  “Reason and Freedom: Margaret Cavendish on the Order and Disorder of Nature.” Archiv für Geschichte der Philosophie 89, no. 2 (2007): 157–191.
- Dodds, Lara. "Margaret Cavendish's Domestic Experiment." Genre and Women's Life Writing in Early Modern England. Ed. Michelle M. Dowd and Julie A. Eckerele. Hampshire: Ashgate, 2007. 151–168.
- Fitzmaurice, James. "Cavendish [née Lucas], Margaret, duchess of Newcastle upon Tyne (1623?–1673), writer." Oxford Dictionary of National Biography.  September 23, 2004. Oxford University Press,. Date of access 1 Mar. 2019.
- Graham, Elspeth. "Intersubjectivity, Intertextuality, and Form in the Self-Writings of Margaret Cavendish." Genre and Women's Life Writing in Early Modern England. Ed. Michelle M. Dowd and Julie A. Eckerele. Hampshire: Ashgate, 2007. 131–150.
- Hulse, Lynn. "Cavendish, William, first duke of Newcastle upon Tyne (bap. 1593, d. 1676), writer, patron, and royalist army officer." Oxford Dictionary of National Biography.  January 06, 2011. Oxford University Press,. Date of access 1 Mar. 2019.
- James, Susan.  "The Philosophical Innovations of Margaret Cavendish."  British Journal for the History of Philosophy 7, no. 2 (1999): 219–244.
- Kegl, Rosemary. ‘“The World I Have Made”: Margaret Cavendish, feminism and the Blazing World’’, Feminist Readings of Early Modern Culture: Emerging Subjects. Edited by Valerie Traub, M. Lindsay Kaplan, and Dympna Callaghan. Cambridge: Cambridge University Press, 1996, pp.119–141.
- Fitzmaurice, James. "Fancy and the Family: Self-characterizations of Margaret Cavendish." Huntington Library Quarterly 53.3 (1990): 198–209.
- Fitzmaurice, James. "Margaret Cavendish on Her Own Writing: Evidence from Revision and Handmade Correction." PBSA 85.3 (1991): 297–308.
- Mendelson, Sara Heller. ‘Margaret Cavendish, Duchess of Newcastle’, The Mental World of Three Stuart Women. Brighton: Harvester, 1987, pp. 12–61.
- Masten, Jeffrey. "Material Cavendish: Paper, Performance, 'Sociable Virginity.'" Modern Language Quarterly 65.1 (2004): 49–68.
- Mayer, Gertrude Townshend. "Margaret Cavendish Duchess of Newcastle." Women of Letters. Vol. 1. London: Richard Bentley & Son, 1894.
- Paloma, Dolores. Margaret Cavendish: Defining the female self. Women's Studies 1980 7.
- Price, Bronwen. "Feminine Modes of Knowing and Scientific Inquiry: Margaret Cavendish's Poetry as Case Study." Women and Literature in Britain, 1500–1700. Ed. Helen Wilcox. Cambridge: Cambridge University Press, 1996. 117–142.
- Raylor, Timothy, ‘Newcastle Ghosts: Robert Payne, Ben Jonson, and the “Cavendish Circle”’, in Claude J. Summer and Ted-Larry Pebworth, eds, Literary Circles and Cultural Communities in Renaissance England, Columbia: University of Missouri Press, 2000, 92–114.
- Semler, L. E. "Nation, Nature, and Poetics: Transitions and Claspes in Denham's 'Coopers Hill' and Cavendish's Poems and Fancies". In A. D. Cousins and Geoffrey Payneed. Home and Nation in British Literature from the English to the French Revolutions. Cambridge: Cambridge University Press. 19-32.
- Special issue on Margaret Cavendish, In-between: Essays & Studies in Literary Criticism, Vol. 9, 2000.
- Special Issue on Margaret Cavendish, Women's Writing, Vol. 4, No.3, 1997.
- Wallwork, Jo. "Disruptive Behaviour in the Making of Science: Cavendish and the Community of Seventeenth-Century Science." Early Modern Englishwomen Testing Ideas. Ed. Jo Wallwork and Paul Salzman. Surrey: Ashgate, 2011. 41–54.
- Whitemore, Clara H. "Margaret Cavendish." Woman's Word in English Fiction: From the Restoration to the Mid-Victorian Period. New York and London: G. P. Putnam's Sons, 1910.
- Woolf, Virginia. The Duchess of Newcastle’, ‘The Common Reader’ in The Essays of Virginia Woolf, Volume IV, 1925–1928. Edited by Andrew McNeillie. London: Hogarth Press, 1994, pp. 81–90.

### ウェブサイト
- The Diary of Samuel Pepys
- Digital Cavendish Project
- Early English Books Online
- EEBO-TCP: Early English Books Online - Text Creation Partnership
- International Margaret Cavendish Society
- Stanford Encyclopedia of Philosophy Archive
- Oxford Dictionary of National Biography

## 関連文献
- Barnes, Diana G. "Epistolary Restoration: Margaret Cavendish's Letters." Epistolary Community in Print, 1580–1664. Surrey: Ashgate, 2013. 137–196.
- Bennett, Alexandra G. "'Yes, and': Margaret Cavendish, the Passions and hermaphrodite Agency." Early Modern Englishwomen Testing Ideas. Ed. Jo Wallwork and Paul Salzman. Surrey: Ashgate, 2011. 75–88.
- D'Monte, Rebecca. "Mirroring Female Power: Separatist Spaces in the Plays of Margaret Cavendish, Duchess of Newcastle." Female Communities 1600–1800: Literary Visions and Cultural Realities. Ed. Rebecca D'Monte and Nicole Pohl. New York: MacMillan, 2000. 93–110.
- Donawerth, Jane. "The Politics of Renaissance Rhetorical Theory by Women," in Political Rhetoric, Power, and Renaissance Women, ed. C. Levin and P.A. Sullivan, pp. 257–72. Albany: SUNY Press, 1995.
- Ezell, Margaret J. M. Writing Women's Literary History. Baltimore: The Johns Hopkins University Press, 1996.
- Findlay, Alison, Gweno Williams, and Stephanie J. Hodgson-Wright. "'The Play is ready to be Acted': women and dramatic production, 1570–1670." Women's Writing 6.1 (1999): 129–148.
- Greenstadt, Amy. "Margaret's Beard." Early Modern Women: An Interdisciplinary Journal 5 (2010): 171–182.
- Jankowski, Theodora. A. "Pure Resistance: Queer(y)ing Viriginity in William Shakespeare's Measure for Measure and Margaret Cavendish's The Convent of Pleasure." Shakespeare Studies 26 (1998): 1–30.
- Kellett, Katherine R. "Performance, Performativity, and Identity in Margaret Cavendish's The Convent of Pleasure." SEL 48.2 (2008): 419–442.
- Lilley, Kate. "Blazing Worlds: Seventeenth-Century Women's Utopian Writing." Women's Texts and Histories 1575–1760. Eds. Clare Brant and Diane Purkiss. London: Routledge, 1992. 102–133.
- Masten, Jeffrey. Textual Intercourse: Collaboration, Authorship, and Sexualities in Renaissance Drama. Cambridge: Cambridge University Press, 1997.
- Pasupathi, Vimala. "New Model Armies: Re-contextualizing The Camp in Margaret Cavendish's Bell in Campo." ELH 78 (2011): 657–685.
- Stanton, Kamille Stone. '‘An Amazonian Heroickess’: The Military Leadership of Queen Henrietta Maria in Margaret Cavendish's Bell in Campo (1662).' Early Theatre 10.2 (2007): 71–86.
- Stark, Ryan. "Margaret Cavendish and Composition Style." Rhetoric Review 17 (1999): 264–81.
- Sutherland, Christine Mason. "Aspiring to the Rhetorical Tradition: A Study of Margaret Cavendish,"in Listening to Their Voices, ed. M. Wertheimer, pp. 255–71. Columbia, SC: University of South Carolina Press, 1997.
- Sutherland, Christine Mason. "Margaret Cavendish, Duchess of Newcastle," in The Dictionary of Literary Biography, Volume 281: British Rhetoricians and Logicians, 1500–1660, Second Series, pp. 36–47. Detroit: Gale, 2003.
- Tomlinson, Sophie. "'My Brain the Stage': Margaret Cavendish and the Fantasy of Female Performance." Women's Texts and Histories 1575–1760. Eds. Clare Brant and Diane Purkiss. London: Routledge, 1992. 134–163.
- Traub, Valerie. The Renaissance of Lesbianism in Early Modern England. Cambridge: Cambridge University Press, 2002.
- Wynne-Davies, Marion. '"Fornication in My Owne Defence': Rape, Theft and Assault Discourses in Margaret Cavendish's The Sociable Companion." Expanding the Canon of Early Modern Women's Writing. Ed. Paul Salzman. Cambridge: Cambridge Scholars Publishing, 2010. 14–48.